# St. Laurentius (Hailfingen)

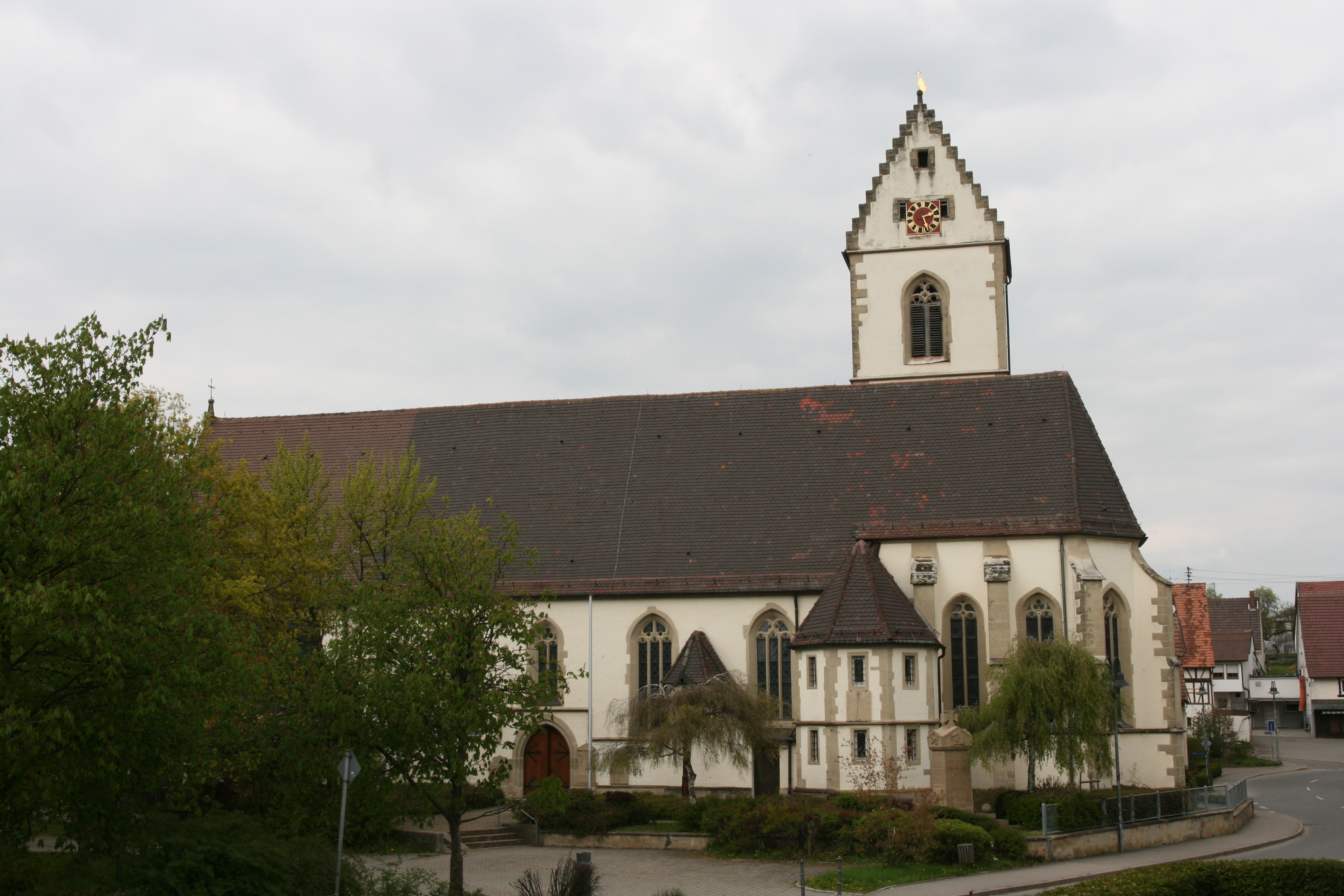
St. Laurentius in Hailfingen, 2011

Die römisch-katholische Pfarrkirche St. Laurentius steht in Hailfingen, einem Stadtteil von Rottenburg am Neckar im Landkreis Tübingen in Baden-Württemberg. Die Kirchengemeinde gehört zur Diözese Rottenburg-Stuttgart. Das Bauwerk ist beim Landesamt für Denkmalpflege Baden-Württemberg als Baudenkmal eingetragen.

## Beschreibung
Die Saalkirche wurde 1515–19 erbaut. Sie besteht aus einem Langhaus, das 1780 und 1966/67 nach Westen verlängert wurde, einem eingezogenen, dreiseitig geschlossenen Chor im Osten, der von Strebepfeilern gestützt wird, einem Chorflankenturm an der Nordwand und der Sakristei an der Südwand des Chors. Der Chorflankenturm wurde quer mit einem Satteldach zwischen Staffelgiebeln, in denen sich die Zifferblätter der Turmuhr befinden, bedeckt. Das oberste Geschoss des Chorflankenturms beherbergt hinter den Klangarkaden den Glockenstuhl. Der Innenraum des Langhauses ist mit einer Flachdecke überspannt, der des Chors mit einem Netzrippengewölbe. Ein gotisches Sakramentshaus wurde um 1520 gebaut.